# 咸州駅
咸州駅（ハムジュえき）は朝鮮民主主義人民共和国咸鏡南道咸州郡に位置する朝鮮民主主義人民共和国鉄道省平羅線の駅である。

## 歴史
- 1919年12月15日：咸南興上駅として開業[1]。
- 日時不明：咸州駅に改称。